# Sollevamento pesi ai Giochi della III Olimpiade - sollevamento con due mani
Hanno partecipato 4 atleti da 2 nazioni. È stata la seconda ed ultima volta che questo evento si è svolto ai Giochi olimpici.

## Risultati
| Pos. | Nazione     | Atleta            | Prestaz.  |
| ---- | ----------- | ----------------- | --------- |
|      | Grecia      | Periklīs Kakousīs | 111,70 kg |
|      | Stati Uniti | Oscar Osthoff     | 84,37 kg  |
|      | Stati Uniti | Frank Kugler      | 79,61 kg  |
| 4    | Stati Uniti | Oscar Olsen       | 67,81 kg  |